# Bahnhof Fuchūkeiba-seimommae
Der Bahnhof Fuchūkeiba-seimommae (jap. 府中競馬正門前駅, Fuchūkeiba-seimommae-eki) ist ein Bahnhof auf der japanischen Insel Honshū. Er wird von der Bahngesellschaft Keiō Dentetsu betrieben und befindet sich in der Präfektur Tokio auf dem Gebiet der Stadt Fuchū. Sein Hauptzweck ist die Erschließung der nahe gelegenen Pferderennbahn Tokio. Übersetzt lautet der Name „Fuchū Pferderennen Vordereingang“.

## Beschreibung
Fuchūkeiba-seimommae ist ein Kopfbahnhof am westlichen Ende der rund 900 Meter langen Keibajō-Linie der Bahngesellschaft Keiō Dentetsu, die in Higashi-Fuchū von der Keiō-Linie abzweigt. An Werktagen verkehrt ein Zweiwagenzug im Einmannbetrieb tagsüber alle 20 Minuten, während der Hauptverkehrszeit alle 10 bis 15 Minuten. An Wochenenden und Feiertagen (insbesondere bei Großveranstaltungen) verkehren Züge mit acht oder zehn Wagen im 20-Minuten-Takt. Hinzu kommen mehrere umsteigefreie Schnellzüge von und nach Shinjuku im Zentrum Tokios.
Der Bahnhof liegt im Stadtteil Hachimanchō. Er ist von Osten nach Westen ausgerichtet und besitzt zwei stumpf endende Gleise. Diese befinden sich an einem Mittelbahnsteig, wobei Gleis 1 einen zusätzlichen Seitenbahnsteig besitzt. Über fast die gesamte Anlage spannt sich eine weit ausladende und von Stützen getragene Dachkonstruktion, bei der Seitenwände komplett fehlen. Von der Südseite aus führt eine rund 250 Meter lange Fußgängerbrücke über einen Parkplatz und eine Straße hinweg zur Haupttribüne der Pferderennbahn.
Im Fiskaljahr 2018 nutzten durchschnittlich 3229 Fahrgäste täglich den Bahnhof. Dabei ist zu beachten, dass diese Zahl an Tagen mit Pferderennen bedeutend höher ist.

## Geschichte
Die im Jahr 1933 eröffnete Pferderennbahn wurde zunächst hauptsächlich durch die Bahnhöfe Higashi-Fuchū und Fuchū-Honmachi erschlossen, was sich mit der Zeit als unzureichend erwies. Aus diesem Grund entschloss sich die Bahngesellschaft Keiō Teito Dentetsu (heute Keiō Dentetsu) dazu, eine in Higashi-Fuchū von der Keiō-Linie abzweigende Stichstrecke zu bauen. Zusammen mit dem Bahnhof Fuchūkeiba-seimommae ging diese am 29. April 1955 in Betrieb.